# Brookneal
Brookneal é uma cidade  localizada no estado norte-americano de Virginia, no Condado de Campbell.

## Demografia
Segundo o censo norte-americano de 2000, a sua população era de 1259 habitantes. 
Em 2006, foi estimada uma população de 1253, um decréscimo de 6 (-0.5%).

## Geografia
De acordo com o United States Census Bureau tem uma área de 
9,4 km², dos quais 9,1 km² cobertos por terra e 0,3 km² cobertos por água. Brookneal localiza-se a aproximadamente 200 m acima do nível do mar.

## Localidades na vizinhança
O diagrama seguinte representa as localidades num raio de 32 km ao redor de Brookneal. 